# 馬耀南 (1884年)
馬耀南（1884年—20世纪？），原名继祖，宁夏固原人。中華民國大陸時期政治人物，監察委員。

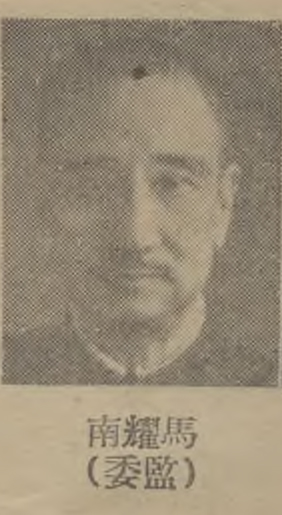
甘肅省監察委員

## 生平
1884年生，为清代回族将领马进祥之孙。早年加入中国同盟会。曾任甘肃省临时议会议员，甘肃回教教育促进会会长，甘凉道尹，安徽省政府秘书等职。1938年8月12日，任监察院监察委员。1948年5月15日，被派为行宪第一届监察院筹备委员会委员。1949年4月4日，任監察院甘宁青区监察委员行署委员。